# Eurocopter EC120 Colibri
El Eurocopter EC120 Colibri és un helicòpter utilitari lleuger unimotor i de cinc seients fabricat per Airbus Helicopters (anteriorment Eurocopter). Fou dissenyat conjuntament per Eurocopter, China National Aero-Technology Import & Export Corporation (CATIC), Harbin Aviation Industries (Group) Ltd (HAIG) i Singapore Technologies Aerospace Ltd (STAero) a les instal·lacions de Eurocopter a Marinhana (França). L'EC120B fou fabricat per Eurocopter a França i Austràlia.